# Dyomyx lineata
Dyomyx lineata är en fjärilsart som beskrevs av Druce 1889. Dyomyx lineata ingår i släktet Dyomyx och familjen nattflyn. Inga underarter finns listade i Catalogue of Life.